# Nigidius negus
Nigidius negus es una especie de coleóptero de la familia Lucanidae.

## Distribución geográfica
Habita en Etiopía.